# Göringer Stein
Der Göringer Stein hat eine Gipfelhöhe von 317 m ü. NN  und ist einer der westlichsten Berge des Thüringer Waldes. Er liegt mit dem größeren westlichen Teil in der Gemeinde Gerstungen, Ortsteil Lauchröden in Thüringen, der östliche Teil liegt im Stadtteil Göringen der Wartburgstadt Eisenach (alle Wartburgkreis).

## Geographie
Der im Göringer Teil unbewaldete, sonst mit Buchenwald bestandene Berg am Westrand des Thüringer Waldes reicht bis unmittelbar an das Steilufer der Werra. Der Berg erhebt sich bis zu 120 Meter über die Flussaue, er besitzt im Norden und Westen einen Steilhang, im Osten ist eine mäßige Hangneigung vorhanden, das Gelände konnte deshalb für Ackerbau und Obstbaumpflanzungen genutzt werden; im südwestlichen Teil geht der Hang in den Sattel zum nahen Stechberg über. Auch dieser Bereich wird landwirtschaftlich genutzt.

## Geschichte
Der Göringer Stein gilt als sagenumwobener Ort. Auf seinem Gipfel soll einst eine gleichnamige Burg gestanden haben.
Der Burgberg der Brandenburg liegt nur 500 Meter in Richtung Lauchröden entfernt. Im Mittelalter lief an der Flanke des Berges eine Altstraße in Richtung Eisenach am Göringer Stein vorbei, deren Hohlwege noch gut als Gräben im Westhang nachweisbar sind. Sie wurde von der Brandenburg überwacht.
Der Göringer Stein war wohl bis zur Mitte des 19. Jahrhunderts entwaldet. Beginnend mit den Steilhängen, die nur für die Beweidung mit Schafen geeignet waren, wurde ein neuer Wald aufgeforstet. Ein Bergwerksunternehmer glaubte, im Berg könnten Erzgänge verborgen liegen; er erhielt eine Erweiterung seiner Konzession für den Göringer Kupferschiefer-Bergbau. Reste des Stollenmundlochs sind noch unweit von Göringen im Wald zu besichtigen. Auf dem Gipfel befindet sich eine freiliegende Felspartie, sie war als Ausflugsplatz beliebt. In einem Stein auf der Südseite wurden das Monogramm C A, die Jahreszahl 1878 und eine Krone eingehauen – es handelt sich um eine Ehrenbezeugung und „Geschenk“ für den damaligen Landesvater, Großherzog Carl Alexander zum 25-jährigen Regierungsjubiläum im Jahre 1878.

## Bergbau
Seit dem Mittelalter wurde im Raum Eisenach und auch am Göringer Stein Zechsteinerz (Sanderz und Kupferschiefer) abgebaut. Eine Blütezeit hatte der Stollen im Göringer Stein in den 1850er Jahren und wurde bis 1906 betrieben, zuletzt von der Vereinigten Thüringischen Kupferbaugewerkschaft.

## Tourismus
Der Göringer Stein und seine Umgebung waren schon im 19. Jahrhundert ein beliebtes Ausflugsziel neben der Brandenburg. Beide Orte konnten bis zur Sprengung der Werrabrücke in Lauchröden im März 1945 vom Haltepunkt Herleshausen der Thüringer Bahn auch bequem mit der Eisenbahn erreicht werden. Der Wiederaufbau der Brücke wurde durch die Verhältnisse an der späteren Zonengrenze verhindert, auch wurde der Tourismus auf Grund der Lage im 500-Meter-Sperrstreifen untersagt. Von Lauchröden, Herleshausen und Göringen aus führen seit der Wende neu angelegte Wanderwege dorthin. Beide Orte sind nun von Herleshausen aus auch wieder bequem mit der Eisenbahn zu erreichen. Zu Füßen des Göringer Steines befindet sich das frühere Flusssperrwerk Göringen, heute umgangssprachlich als das „Blaue Wunder“ bezeichnet. Es handelt sich dabei um eine ehemalige Grenzsperranlage, die jetzt, teildemontiert, als Fußgängerbrücke über die Werra genutzt wird. Vom Waldrand ergeben sich bei guten Witterungsbedingungen Aussichtsmöglichkeiten zum Kielforst und der Thüringer Pforte mit der Werratalbrücke bei Hörschel.

## Impressionen

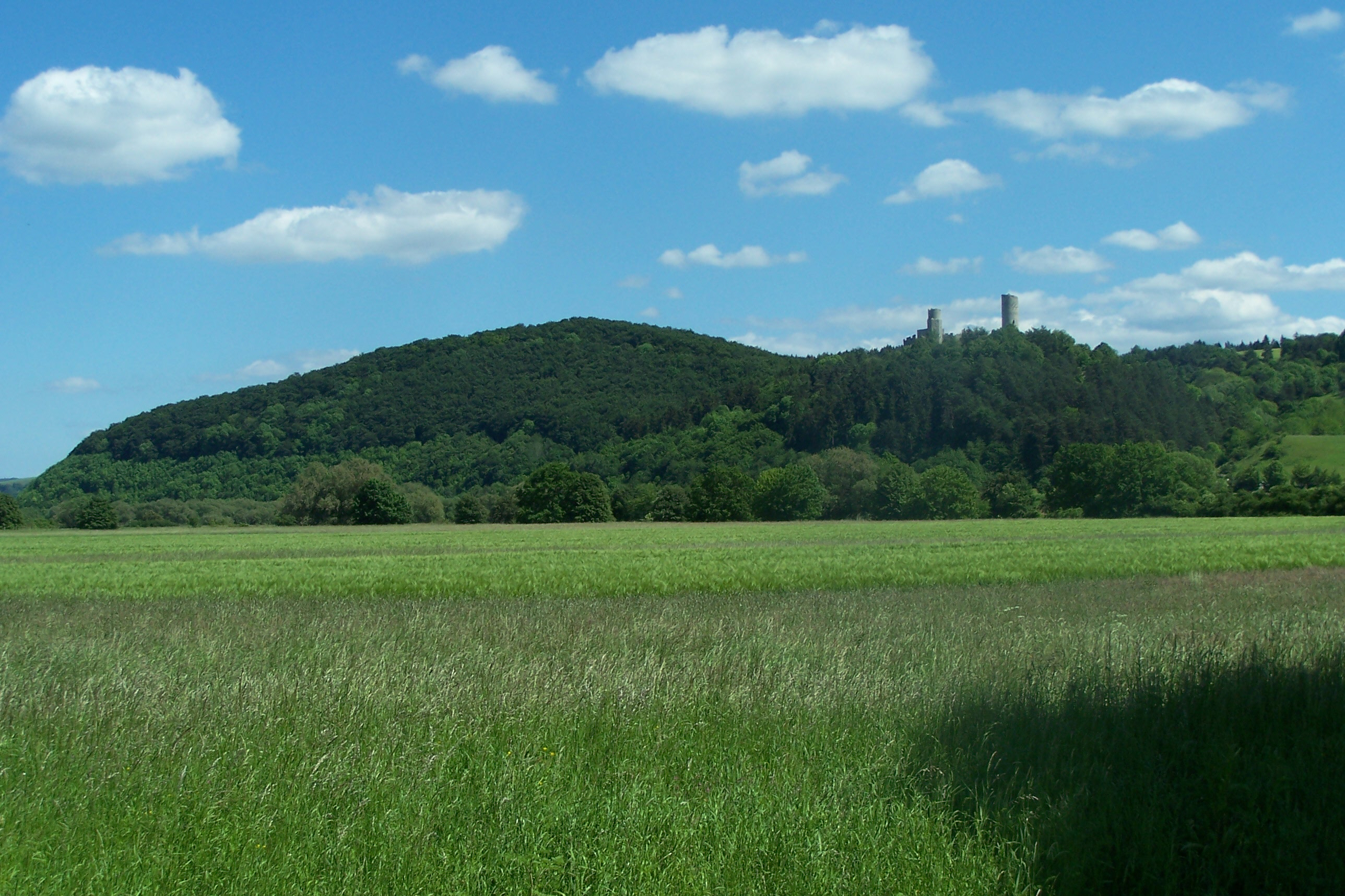
Ansicht von Norden (Herleshausen)
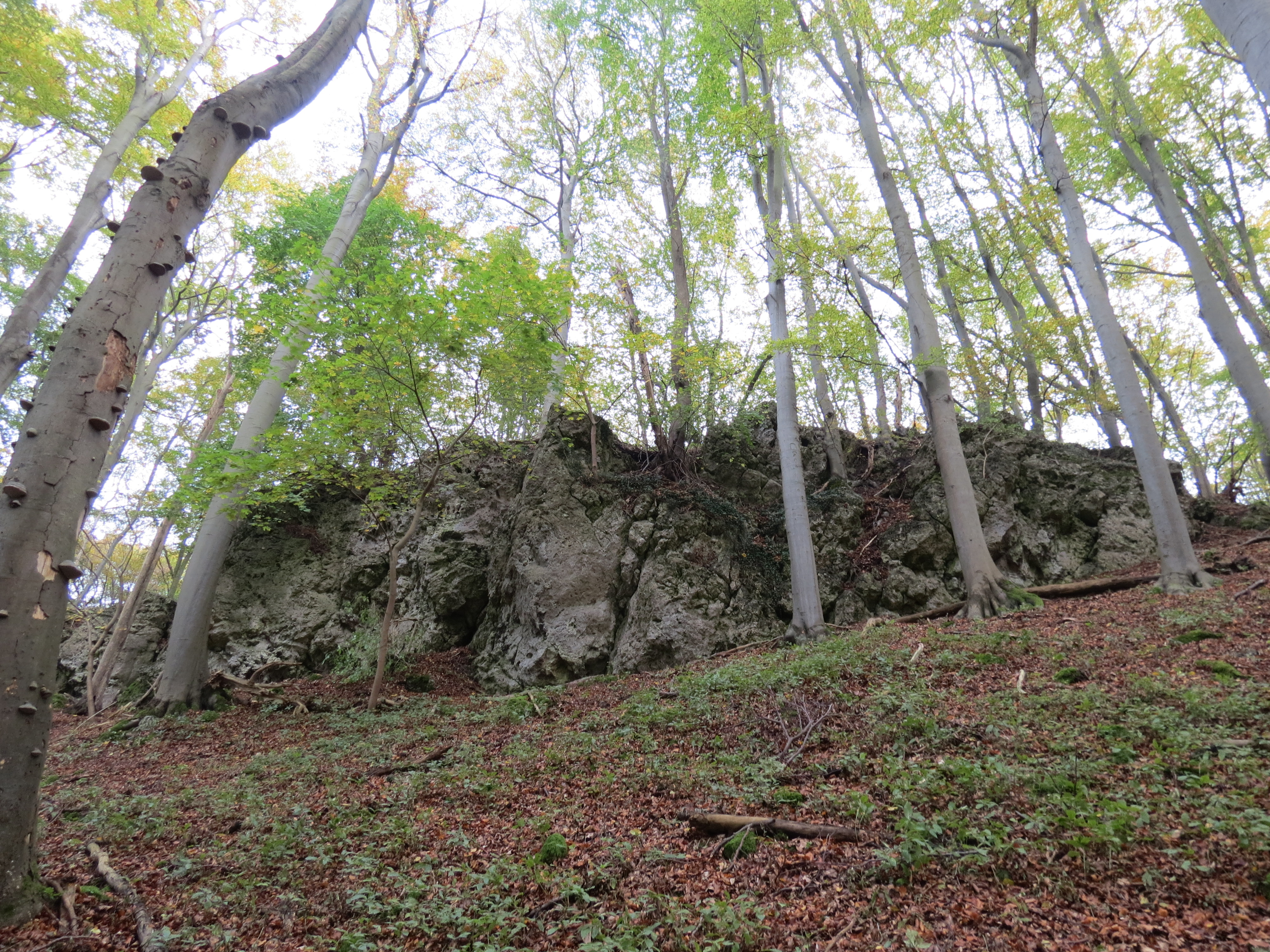
Felspartie am Gipfel
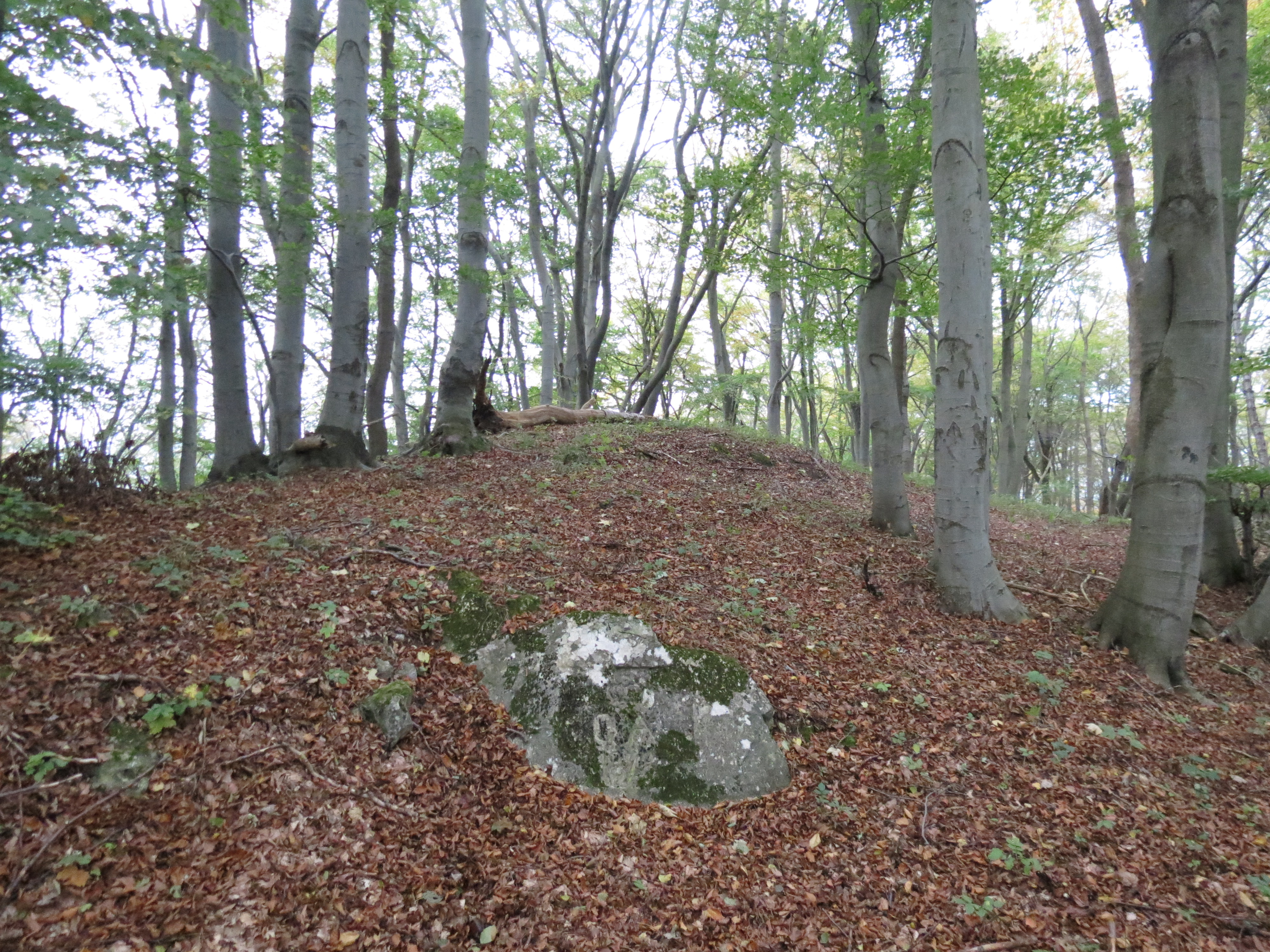
Höchster Punkt des Berges mit Gedenkstein für Großherzog Carl Alexander (2014)
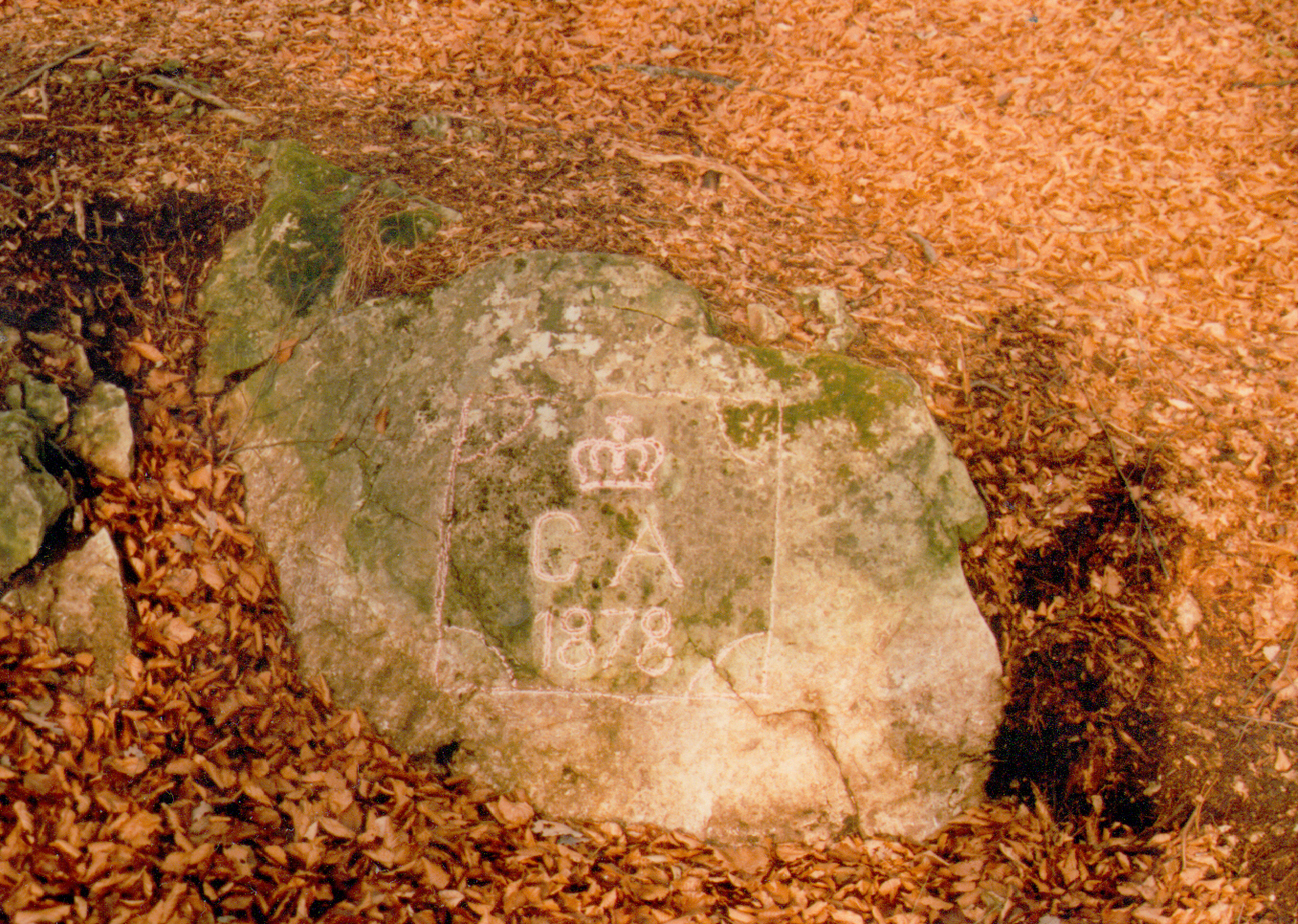
Gedenkstein für Großherzog Carl Alexander (Nahansicht, 1991)
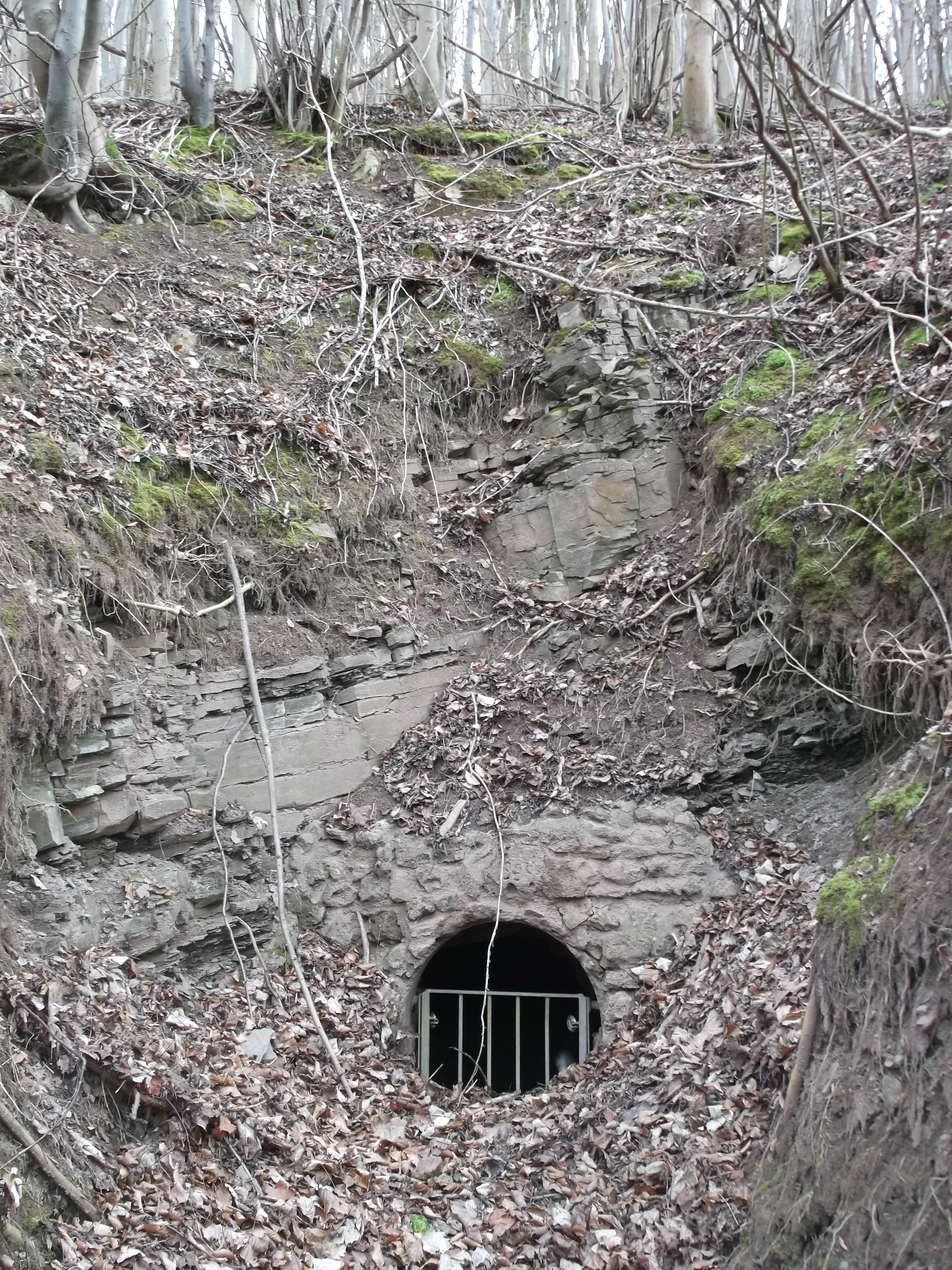
Der frühere obere Eingang zum Göringer Kupferstollen (2014)